# Trò chơi năm 1982
Trang này liệt kê các board game,  card game, wargame, miniatures game, và trò chơi nhập vai tabletop xuất bản năm 1982.  Đối với trò chơi điện tử, xem Trò chơi điện tử năm 1982.

## Trò chơi được phát hành hoặc phát minh năm 1982
- Continuo
- Custer's Revenge
- Dawn Patrol
- Fields of Action
- Fighting Fantasy
- Fringeworthy (trò chơi nhập vai)
- FTL:2448 (trò chơi nhập vai)
- Gangbusters (trò chơi nhập vai)
- Man, Myth & Magic (trò chơi nhập vai)
- Phase 10
- Raise the Roof
- Sequence
- Survive!
- Star Frontiers (trò chơi nhập vai)
- Star Trek: The Role Playing Game
- Starfleet Voyages (trò chơi nhập vai)
- Swordbearer (trò chơi nhập vai)
- True Dough Mania
- Wizards

## Giải thưởng trò chơi được trao năm 1982
- Spiel des Jahres: Enchanted Forest (Tựa đề tiếng Đức là Sagaland)

## Sự kiện lớn liên quan đến trò chơi năm 1982
- Trivial Pursuit được xuất bản, trở thành trivia game đầu tiên.
- TSR, Inc. mua lại tài sản của Simulations Publications, Inc. sau khi bị phá sản.